# Monique Ngo Ngoué-Porée
Monique Ngo Ngoué-Porée, née le 7 décembre 1979, est une athlète camerounaise.

## Carrière
Monique Ngo Ngoué-Porée obtient une médaille de bronze au lancer du poids aux Championnats d'Afrique d'athlétisme 2006 à Bambous. 1997, 2001, 2002 et 2003.